# (13922) Kremenia
(13922) Kremenia (1985 SX2) – planetoida z pasa głównego asteroid okrążająca Słońce w ciągu 4,25 lat w średniej odległości 2,62 j.a. Odkryta 19 września 1985 roku.